# Anděl s ďáblem v těle
Snímek Anděl s ďáblem v těle je československá erotická hudební komedie z roku 1983 režiséra Václava Matějky. O pět let později bylo natočeno volné pokračování s názvem Anděl svádí ďábla.

## Děj filmu
Děj se odehrává v zámečku nedaleko Prahy, ve kterém je šantán a nevěstinec Riviéra; schází se zde klientela z nejvyšších prvorepublikových kruhů. Majitelka Riviéry Gábi Stolařová (Božidara Turzonovová), zvaná madam, bedlivě dohlíží na pořádek a dbá, aby klienti byli spokojeni; jinak však podnik vede v rodinném duchu. To jí ovšem nebrání použít proti nim ne zcela čistou fintu, když se ocitne ve finančních těžkostech. O noční klub se brzo začne zajímat i policie, zejména vyšetřovatel Bulis (Karel Heřmánek)… Zaběhnutý chod věcí naruší příchod krásné Renáty (Zdena Studenková), která se zde uchází o práci tanečnice; strhne na sebe rázem pozornost všech hostů. Pod jejím andělsky nevinným zjevem se ale skrývá tvrdá ctižádost a chladně kalkulující mozek, o čemž se k vlastní újmě přesvědčí nejen madam, ale i ostatní dívky.

## Obsazení
- Madam Gábi Stolařova - Božidara Turzonovová
- Vyšetřoval Bulis - Karel Heřmánek
- Zpěvačka Renáta Vaňková - Zdena Studénková
- Boura - Miloš Kopecký
- Stavitel René Šulc - Radoslav Brzobohatý
- Poslanec velkostatkář Rudolf Nikodým - Josef Vinklář
- Zpěvák Artur - Jiří Korn
- Tanečnice Miriam - Hana Buštíková